# كأس ليتوانيا 2016
كأس ليتوانيا 2016 هو الموسم 28 من كأس ليتوانيا. أقيم خلال الفترة 7 مايو 2016 وحتى 25 سبتمبر 2016، وأشرف على تنظيمه اتحاد ليتوانيا لكرة القدم، وكان عدد الأندية المشاركة فيه 59، وفاز فيه نادي جالغيريس.